# تشييد

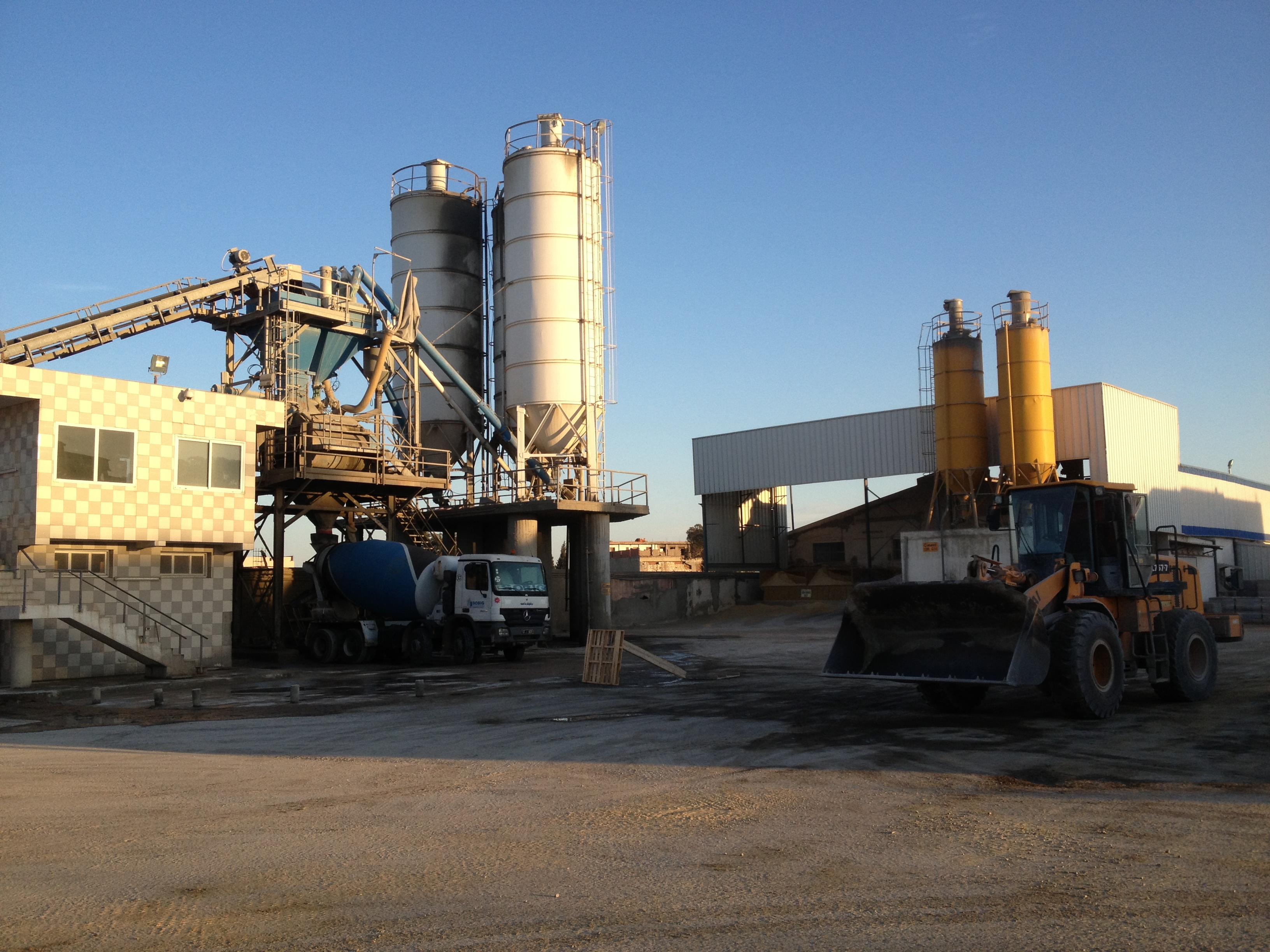
خلاطة أسمنت بمستودع مواد بناء

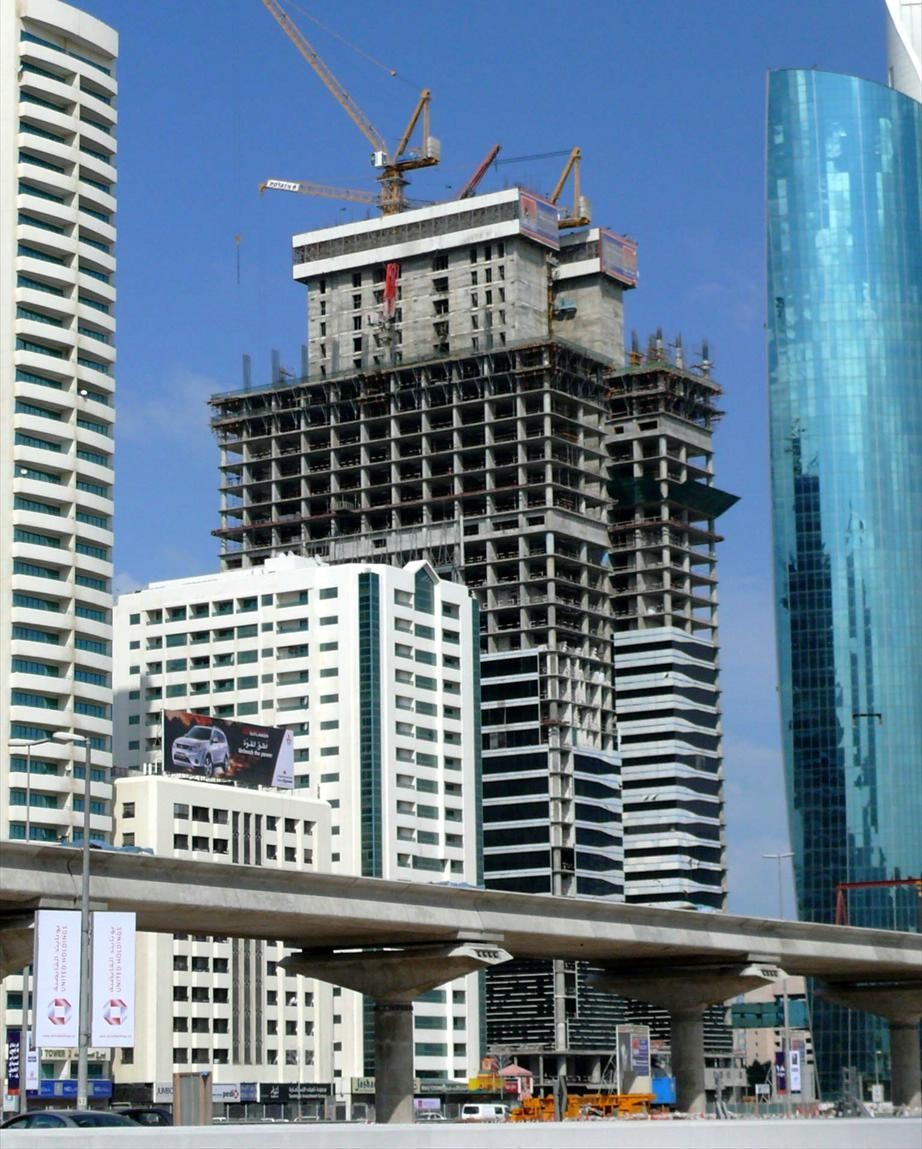
أبراج شاهقة تحت التشييد في دبي - الإمارات العربية المتحدة.

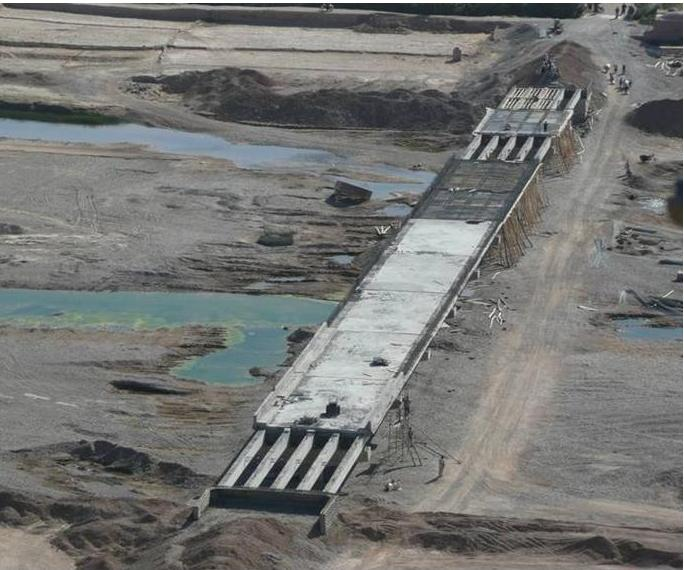
إنشاء جسر عبر نهر في هراة - أفغانستان.

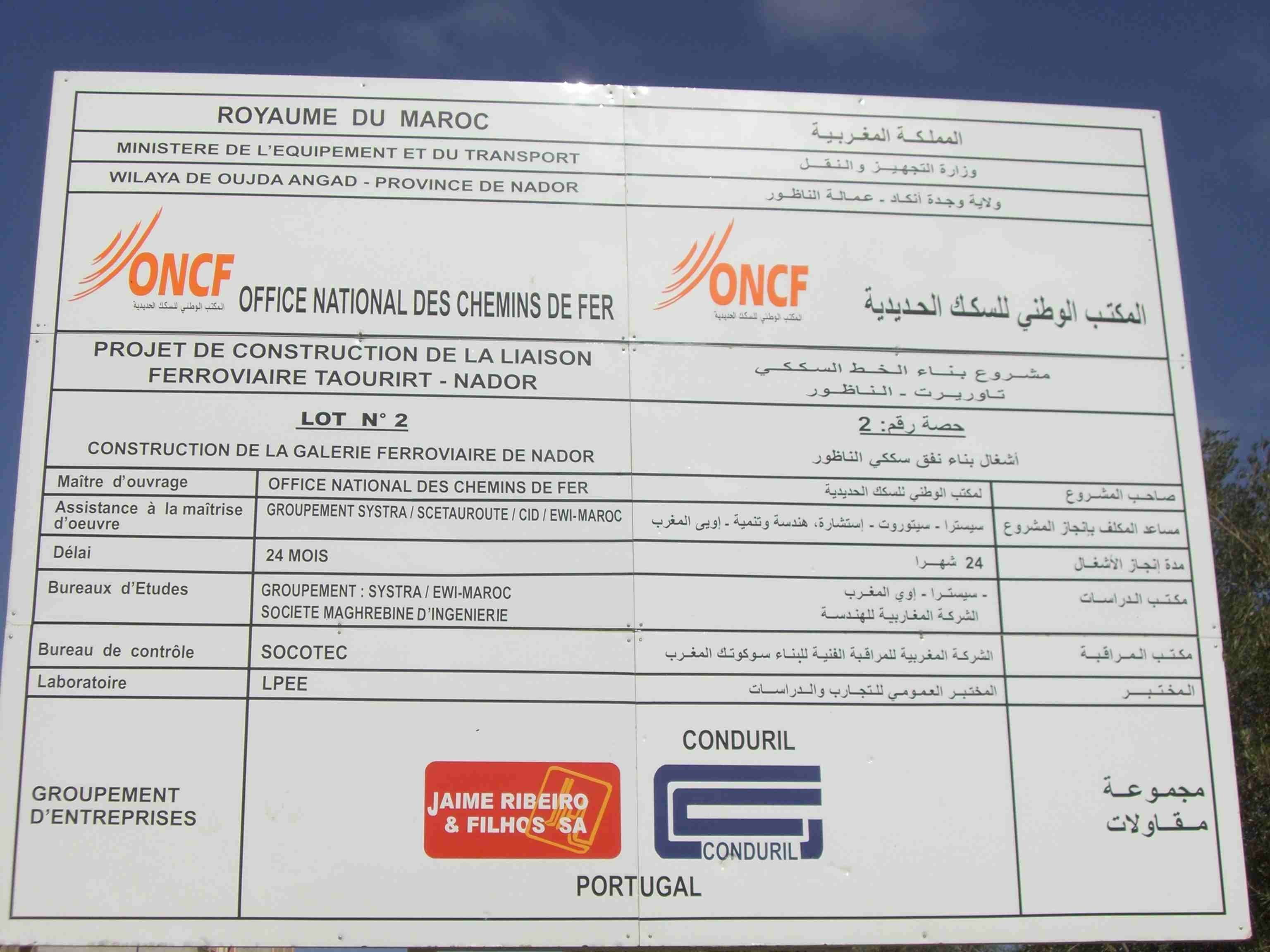
لوحة تبيّن تفاصيل مشروع إنشائي، في موقع عمل.

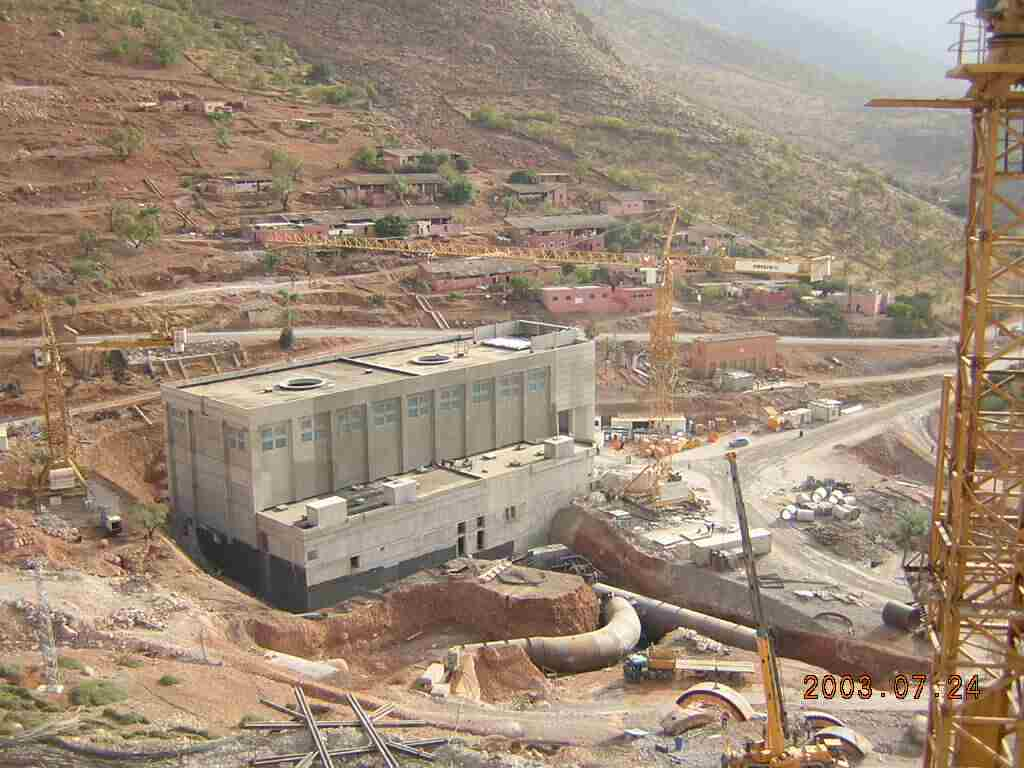
إنشاء محطة أفورار للطاقة الكهرمائية.

التشييد أو الإنشاء أو البناء قطاع قريب من مجالات الهندسة المعمارية والهندسة المدنية، وتختص بدراسته الهندسة الإنشائية، وهو عملية تشييد الأبنية أو تأسيس البنية التحتية لمكان ما. بعيدا عن كونه نشاط واحد، لكن عمليات التشييد الكبيرة، تشتمل على العديد من المهن والصناعات. وعادة، يتم إدارتها من قبل وظيفة مدير المشروع، ويشرف عليه مدير التشييد، ومهندس التصميم، ومهندس بناء أو مهندس المشروع.
لنجاح تنفيذ المشروع لابد من التخطيط الدقيق. حيث يأخذ في الاعتبار التأثيرات البيئية، والجداول الزمنية، والميزانيات، والأمن الصناعي بموقع العمل، وتوافر مواد البناء، والخدمات اللوجستية، والإزعاج الذي يتعرض له الجمهور، والعطاءات، الخ.

## أنواع المنشآت
يمكن تقسيم غالبية المنشآت من ناحية السلوك الاستاتيكى لها إلى الأقسام التالية والتي تختلف فيها طرق الإنشاء:
- الإنشاء بطرقه الحوائط الحاملة: تكون فيها الحوائط من المباني عاده (حجر أو طوب)
- الإنشاء الهيكلي:

1. منشآت هيكلية مبوبة في موقعها.
2. منشآت هيكلية أجزاؤها سابقه الصب.
3. منشآت إطارية وجمالونات

- الإنشاء الفراغي

## الإنشاء بطريقه الحوائط الحاملة
استعمل هذا النوع من الإنشاء قبل استعمال الخرسانة المسلحة، وفيه تنتقل الأحمال الميتة والحية من الأسقف إلى الحوائط التي تنقلها بدورها بالإضافة إلى وزنها الذاتي إلى الحوائط التي تحتها وهكذا حتى تصل الأحمال إلى الأساس ثم إلى طبقه التربة الصالحة للتأسيس.
يختلف الحائط الداخلي من الخارجي في وجود دروه للسطح بأعلاه كذلك عند التخفيض في عرض الحائط يتم عاده من الداخل حتى يؤثر على شكل الوجهة.
ويلاحظ أن وجود الفتحات في حوائط هذا النوع يضعف المبنى لذلك لا تعمل الشبابيك عريضة ولكن يعمل ارتفاعها كبير نسبيا، وفي مباني هذا النوع لايمكن عمل تعديلات كإزالة حوائط أو تعديل.
الإنشاء الهيكلي
عملت المنشآت الهيكلية القديمة من الصلب وفيها كانت الأسقف ترتكز علي كمرات وهذه الكمرات ترتكز بدورها علي أعمدة.
كانت أحمال الأسقف في كل دور تنتقل إلى الكمرات ثم إلى أعمده الدور ومنها إلى أعمده الدور أسفله حتى تصل إلى الأساس أحمال الأعمدة فقط، ويقوم الأساس بتوزيع أحمال الأعمدة إلى طبقات التربة الصالحة التأسيس.
وكان العيب الرئيسي لاستعمال الحديد ثم الصلب في هياكل المباني هو أنه في حاله التعرض لدرجه حرارة مرتفعه (كما في حاله حدوث حريق) فأن الكمرات والأعمدة تتأثر بالحرارة، لذلك فكر المهندسون في تغليف المنشأ بالخرسانة كوقاية للحديد أو الصلب من الحريق (إذ أن الخرسانة موصل رديء للحرارة).
وتعمل الحوائط في المباني الهيكلين للتقسيم فقط ولحماية السكان من المؤثرات الخارجية، وتكون الحوائط الخارجية عاده بسمك 25سم (1طوبه) والحوائط الداخلية بسمك 12سم (نصف طوبة) وتعرف بالقواطيع أو العراطيب.
ونجد أنه كلما زادت الأحمال أو كلما اتجهنا للأساس زادت أبعاد قطاعات الأعمدة الحاملة لمبنى، وعندما يزداد ارتفاع المنشأ بدرجه كبيره قد تؤدى إلى اتصال الأعمدة ببعضها البعض الآخر في الأدوار السفلية للمبنى بحيث تعمل حوائط هذه الأدوار من الخرسانة المسلحة، (تعمل هذه الحوائط كأعمدة) وتترك فيها الفتحات ألازمه (من أبواب وشبابيك) وإذا زادت الأدوار عن الحد المألوف كما ناطحات السحاب فتعمل الأعمدة من الصلب المغلف بالخرسانة في الأدوار السفلية.
.ومن الواضح أنه في هذا النوع من الإنشاء يمكن عمل فتحات بكامل العرض بين الأعمدة دون الأضرار بالمبنى، إذ أن الحوائط هنا حوائط حشو وليست حوائط حامله.

## المنشآت الفراغية
في هذا النوع من المنشآت يتم توزيع الأحمال والأجهادات في الفراغ أي في الاتجاهات الثلاثة وليس في مستوى واحد كما سبق، وتعمل الأساسات في هذه الحالة تحت نقط الارتكاز للمنشأ، وتعرف هذه المنشآت (بالمنشآت القشرية shell structure) وتتحول فيها معظم الأجهادات إلى إجهادات في اتجاه السطح نفسه، ويشترط فيها أن يكون سمك السطح القشرة صغيره جدا بالنسبة لأبعاد السطح الأخرى.
وفي مثل هذه المنشآت لا يستعمل السطح العلوي للمنشأ في حمل أية أحمال خلاف وزنه الذاتي مع أحمال الرياح، وعند دراسة طرق تكوين هذه السطوح هندسيا فسوف تكون المفاضلة بينها علي أساس الناحية النفسية من جهة والنواحي الأقتصادية من الناحية الأنشائية من جهة أخرى.
فكلما كان تكوين شدات السطح سهلا زاد ذلك من إمكانية استعماله، وكلما قل الهالك في الشادات قلت تكاليفه الأنشائيه، ويقل هالك الشادات عاده عند احتواء السطح علي خطوط مستقيمة كثيرة تمكن من استعمال ألواح خشب بكامل طولها.